# Stammliste von Hohnstein
Stammliste von Hohnstein (zeitgenössisch von Honstein) mit den in der Wikipedia vertretenen Personen und wichtigen Zwischengliedern.
Die mangelhafte, oft fehlerhafte Quellenlage betrifft den gesamten Zeitraum aller Familienzweige. Gesicherte Daten sind urkundlich genannt, Geburts- und Sterbedaten o. g. Zeiträume jedoch oft ungesichert und nach höchstmöglicher Wahrscheinlichkeit der oft abweichenden Datenquellen unter Vorbehalt zu betrachten. Es bleiben genealogische Details, sogar die Zuordnung von Mitgliedern des Hauses, ungeklärt.

## Die Grafen von Hohnstein I.
Der erste bekannte Vertreter des Hauses war (Ad)Elger I., Graf von Ilfeld (1128), urkundlich 1103 bis 1128, († 18. November ....); ⚭ Bertrada († 12. Oktober ....). Sie hatten folgende Nachkommen:
A1. (Ad)Elger II. von Ilfeld, Graf von Ilfeld (1174–1188), Graf von Hohnstein (1182–1189), Stifter des Klosters Ilfeld (1189), urkundlich 1154, († 13. Januar 1190; ▭ im Kloster Ilfeld); ⚭ (vor 1168) Lutrudis, Stifterin des Klosters Ilfeld (1189), († 13. November ....; ▭ im Kloster Ilfeld), Tochter des Burgherrn Heseke auf der Burg Honstein
B1. (Ad)Elger III., Graf von Hohnstein (1191), Vogt des Klosters Ilfeld (1212), er ließ die Burg Ilfeld abtragen, die sich seit 1190 auf Klosterbesitz befunden hatte, um Baumaterial für das Kloster zu gewinnen; urkundlich 1184, (* 1182; † 16. September 1219); ⚭ Oda (von Magdeburg?), urkundlich 1216 bis 1234, († 8. Juli ....), Tochter des Burggrafen (Burchard II. von Magdeburg?)
C1. Dietrich I. (II.), Graf von Honstein, Vogt des Klosters Homburg, urkundlich 1209 bis 1249, († 23. Juli 1249); ⚭ (vor 1231) Hedwig von Brehna, Gräfin von Altenburg (1264), urkundlich 1242 bis 1264, (* 1215; † 1264), Tochter des Grafen Friedrich II. von Brehna und Wettin (–1221) und der Judith von Ziegenhain (–1220)
D1. Heinrich I. (II.), Graf von Honstein (1249), Nachfolger in Klettenberg (1253), Herr in 1/2 Kirchberg und Ehrich (1259), in Greußen (1260), Belehnung durch Landgraf Albrecht von Thüringen mit der Burg Spatenberg, allen Gerichten, Feldern, Wäldern und anderen Zubehörungen, insbesondere den Wäldern Eichenberg und der Windleite (1263), zu Sömmerda (1268), Senior des Hauses (1280), urkundlich 1233 bis 1285, (* um 1225; † 24. Januar zw. 1284 und 1293); ⚭ (vor 1253) Mechthild von Regenstein, urkundlich 1246 bis 1283, (* vor 1246; † 21. Oktober zw. 1283 und 1286; ▭ in der Erfurter Barfüßerkirche), Tochter des Grafen Ulrich I. von Regenstein (vor 1219–vor 1270) und der Mathilde?
E1. Dietrich II. (III.), Graf von Honstein-Klettenberg, Ritter (1275), Herr von Arnsberg (1293), in Sondershausen (vor 1295), Herr von Voigtstedt und Artern (1298), Vogt von Dietenborn (1299), Mitherr von Roßla und Uftrungen (1303) gemeinsam mit den Grafen zu Stolberg, Junior des Hauses (1279), Senior des Hauses (1307), urkundlich 1254, (* um 1245; † zw. 28. Mai und 11. August 1309); ⚭ (um 1275 vor 28. November 1282) Sophie von Anhalt-Bernburg (* um 1259; † nach 20. Mai 1322), Tochter des Fürsten Bernhard I. von Anhalt-Bernburg (–1286/1287) und der Prinzessin Sophie (Abelsdatter) von Dänemark (1240–1284); Nachkommen siehe hier
E2. Heinrich III., Graf von Honstein-Sondershausen, Ritter (1275), Graf (1277), in Arnsberg (1293), in Sondershausen (vor 1295), in Voigtstedt und Artern (1298), Vogt des Klosters Dietenborn (1299), in Roßla und Uftrungen (1303) gemeinsam mit den Grafen zu Stolberg, Junior des Hauses (1279), urkundlich 1254, († zw. 10. August und 13. Dezember 1305); ⚭ (vor 28. November 1282) Jutta von Ravensberg, urkundlich 1276 bis 1290, († vor 10. August 1305), Tochter des Grafen Otto II. (III.) von Ravensberg (um 1246–1306) und der Hedwig zur Lippe (um 1238–vor 1319)
F1. Sophie, urkundlich 1296 bis 1310, († 15. Juni 1322; ▭ im Kloster Michaelstein); ⚭ (28. September 1296 Dispens, Rom) Graf Heinrich V. (III.) von Blankenburg, urkundlich 1275, († nach 8. Oktober 1330), Sohn des Grafen Heinrich II. von Blankenburg (–) und der Gerburg? (–)
F2. Dietrich IV., Graf von Honstein, Graf von Sondershausen-Straußberg-Greußen (1312), urkundlich 1286, (* vor 1286; † 11. April 1317; ▭ im Kloster Walkenried); ⚭ (vor 11. August 1312) Mechthild von Weimar-Orlamünde, urkundlich 1312 bis 1340, († nach 1340; ▭ im Dominikanerkloster Erfurt), (⚭ II: (vor 20. Februar 1331) Busso (Burchard) VI. von Querfurt, Herr zu Nebra (1325–1335), urkundlich 1310 bis 1337, (* vor 1310; † zw. 1337 und 1340), Sohn des Grafen Gebhard VII. von Querfurt (vor 1285–1322) und der Hardewig von Lobdeburg-Arnshaugk (–nach 1322)), Tochter des Grafen Hermann V. (IV) von Weimar-Orlamünde (vor 1279–1319) und der Mechtild von Rabenswald (–nach 1338)
F3. Heinrich V. (III.), Graf von Honstein, Graf von Sondershausen (1312), Pfandherr zu Wolmirstedt (1327), Pfandherr zu Dornburg (1343), Pfandherr zu Rotenburg (1347), urkundlich 1300, († (nach 24. April) 1356); ⚭ (vor 1341) Mathilde von Braunschweig-Göttingen († nach 28. Oktober 1357), Tochter des Herzogs Albrecht II. (Braunschweig-Wolfenbüttel-Göttingen) (1268–1318) und der Rixa von Werle (–1317)
→ Linie erloschen
G1. Richza († nach 1386); ⚭ (1. Mai 1339) Graf Friedrich XI. von Beichlingen-Rotenburg, urkundlich 1331 bis 1356, (* ; † ), Sohn des Grafen Friedrich II. (VI.) von Beichlingen-Rotenburg, Burggraf zu Kyffhausen, (–nach 1314) und der Luitgard von Querfurt (–vor 1294)
G2. Agnes, urkundlich 1338 bis 1382; ⚭ (24. Februar 1338) Graf Heinrich IX. (XII.) von Schwarzburg-Arnstadt (1336–1371), zu Schlotheim, Rudolstadt und Frankenhausen (1340), zu 1/2 Arnstadt (1343), zu Blankenburg und Saalfeld (1346), Herr zu Sondershausen und Ehrenstein (1356), HRR-Hofrichter (1363–1365), Hauptmann der Altmark (1366), „der Jüngere“ (1354), urkundlich 1323 bis 1371, (* um 1325; † (nach 21. Mai) 1372/vor 4. Dezember 1373), Sohn des Grafen Heinrich VII. (X.) von Schwarzburg-Blankenburg-Arnstadt (–1338) und der Elisabeth von Weimar-Orlamünde (–1363)
G3. Elisabeth, urkundlich 1347 bis 1379, († (1381); ▭ in der Liebfrauenkirche, Arnstadt); ⚭ (vor 11. Juni 1347) Graf Günther XI. (XIII./XXV.) von Schwarzburg-Blankenburg, zu 1/2 Arnstadt, in Sondershausen (1356), „der Jüngere“ (1346), Pfandherr von Belitz (26. Juni 1367), urkundlich 1345, († 6. Juni 1368; ▭ in der Liebfrauenkirche Arnstadt), Sohn des Grafen Heinrich VII. (X.) von Schwarzburg-Blankenburg-Arnstadt (–1338) und der Elisabeth von Weimar-Orlamünde (–1363)
G4. Tochter; ⚭ Siegfried von Homburg, nobilis (1309), († 20. Oktober 1380; ▭ im Kloster Kemnade), Sohn von Heinrich von Homburg (–nach 1338) und Agnes von Mansfeld (–nach 1302)
F4. Otto, Domherr zu Magdeburg (1309–1314), Domherr zu Halberstadt (1314–1316), urkundlich 1305 bis 1314, (* vor 1305; † nach 1316)
F5. Oda, urkundlich 1305 bis 1314; ⚭ (vor 1303) Graf Heinrich I. (II.) von Beichlingen und Lohra, urkundlich 1276 bis 1335, (* vor 1276; † nach 1335), Sohn des Grafen Friedrich V. von Beichlingen und Lohra (vor 1251–vor 1288) und der Sophie von Gleichenstein (–)
F6. Heilwig (Hedwig), urkundlich 1305
F7. Elisabeth, urkundlich 1305
F8. Jutta, (Priorin zu Ichtershausen (1353)), urkundlich 1305
F9. Luchardis (Äbtissin zu Ichtershausen (1359–1362)), urkundlich 1305
F10. Agnes, urkundlich 1305
E3. Luckard, urkundlich 1254 bis 1279, (* vor 1254; † nach 1279)
E4. Oda, urkundlich 1254 bis 1279, (* vor 1254; † vor 21. Juli 1312; ▭ in der Barfüsserkirche, Nordhausen)
E5. Hedwig, Nonne im Kloster Neuwerk (Nordhausen) (1264), urkundlich 1254 bis 1264, (* vor 1254; † nach 1264)
E6. Mechtild, Nonne im Kloster Neuwerk (Nordhausen) (1264), (* vor 1264; † nach 1298)
E7. Ulrich, minorenn (1263), Domherr zu Meißen (1275), Domherr zu Würzburg (1288–1289), Domherr (1292–1293), Dom-Scholasticus zu Halberstadt (1294), (* vor 1263; † zw. 6. Mai 1294 und 23. Dezember 1296)
E8. Elger, Propst zum Heiligen Kreuz in Nordhausen, Domherr zu Bremen (1288), Domherr zu Magdeburg (1289), urkundlich 1263 bis 1299, (* vor 1263; † 14. Mai (1300))
E9. Jutta, urkundlich 1269, († nach 1269)
E10. Lutradis, urkundlich 1269 bis 1282, (* vor 1269; † nach 1282)
E11. Elger, Mitglied des Deutschen Ordens (1288), Komtur von Roggenhausen (1301–1302), urkundlich 1275 bis 1302, (* vor 1263; † nach 1302)
D2. Jutta, urkundlich 1231 bis 1234, († nach 1234)
D3. Sophie, urkundlich 1233 bis 1259, († nach 1259); ⚭ (vor 15. März 1247, Dispens 4° Lateranpalast, Rom, 12. April 1240–1244) Heinrich III. von Schwarzburg, Graf von Schwarzburg (1233), (* um 1219; † zw. 11. Juni 1258 und 24. Oktober 1259), Sohn des Grafen Heinrich II. von Schwarzburg (–1236) und der Irmgard von Weimar-Orlamünde (–nach 1222)
D4. Hedewigis, urkundlich 1241 bis 1292, († vor 28. September 1294); ⚭ (24. April 1246 Dispens, Lyon) Graf Friedrich IV. (III.) von Beichlingen und Lohra, urkundlich 1217 bis 1275, († 1275; ▭ in Frankenhausen), Sohn des Grafen Friedrich II. (III.) von Beichlingen (–1216) und der Elisabeth von Henneberg (1188–nach 1210)
C2. Heinrich I., Ritter des Deutschen Ordens (1246–1249), urkundlich 1209 bis 1227, (* vor 1209; † nach 1249)
C3. Elger, Propst der Stiftskirche St. Simon und Judas in Goslar (1220–1226), Dominikaner zu Erfurt (1229), Dominikaner-Prior zu Eisenach (1236–1242), (* um 1180; † 14. Oktober 1242 in Frankfurt am Main?; ▭ in der Predigerkirche Eisenach)
C4. Elger, Geistlicher (1217), dann Subdiakon von St. Bonifatius zu Halberstadt, († 12. November 1237 in Paris)
C5. Lutrade, Nonne, dann Äbtissin des Klosters Drübeck, urkundlich 1211 bis 1230, († nach 1230)
C6. Bertrade, urkundlich 1240 bis 1268, († nach 1268); ⚭ Graf Baderich von Belzig, urkundlich 1215 bis 1248, († nach 1248)
C7. Tochter, Nonne im Kloster Rohr (Thüringen), urkundlich 1248, († nach 1248)
B2. Friedrich, Graf von Honstein, († vor 1201); ⚭ N.N.
C1. Dietrich, Propst zum Heiligen Kreuz in Nordhausen, urkundlich 1208 bis 1237, († 13. August (nach 1237))

## Die Grafen von Hohnstein II.
Dietrich II. (III.), Graf von Honstein-Klettenberg, Ritter (1275), Herr von Arnsberg (1293), in Sondershausen (vor 1295), Herr von Voigtstedt und Artern (1298), Vogt von Dietenborn (1299), Mitherr von Roßla und Uftrungen (1303) gemeinsam mit den Grafen von Stolberg, Junior des Hauses (1279), Senior des Hauses (1307), urkundlich 1254, (* um 1245; † zw. 28. Mai und 11. August 1309); ⚭ (um 1275 vor 28. November 1282) Sophie von Anhalt-Bernburg (* um 1259; † nach 20. Mai 1322), Tochter des Fürsten Bernhard I. von Anhalt-Bernburg (1217–1286/1287) und der Prinzessin Sophie (Abelsdatter) von Dänemark (1240–1284). Sie hatten folgende Nachkommen:
A1. Heinrich II. (IV.), Graf von Honstein, erbte Arnstadt (1302), Senior des Hauses (1305), Graf von Honstein zu Klettenberg (1309), erwarb Lohra (1324), Herr zu Heringen (1327–1332), Pfandherr von Blankenburg (1339), Stifter der Klettbergischen Linie (erloschen 1593), urkundlich 1286 bis 1342, (* um 1275; † vor 1344); ⚭ (vor 1302) Irmgard von Käfernburg-Arnstadt, Erbin von Arnstadt, urkundlich 1302 bis 1306, (* um 1282; † vor 1320), Tochter des Grafen Günther VII. von Käfernburg (–1302) und der Adelheid von Schwarzburg (–1318)
B1. Dietrich, Domherr zu Halberstadt (1319–1334), Propst zum Heiligen Kreuz in Nordhausen (1325–1338), Archidiakon zu Halberstadt (1334), Domherr zu Mainz (1342–1346), urkundlich 1315, (* vor 1315; † 20. Oktober (nach 1345))
B2. Heinrich VI. „der Ältere“, Graf von Honstein zu Klettenberg, Herr zu Bennungen und Roßla (1341), Herr zu Artern (1346), urkundlich 1315, (* vor 1315; † zw. 24. August 1366 und 8. Mai 1367); ⚭ Mechtild von Weimar-Orlamünde (* vor 1338; † 25. Juli 1365), Tochter des Grafen Friedrich I. von Weimar-Orlamünde (1304–1365) und der Elisabeth von Meissen (–1347)
C1. Heinrich VII. (V./VIII.), „mit der roten Platte“, Graf von Honstein zu Klettenberg und Lohra (1375), Herr zu 1/2 Bennesenstein, verpfändete 1401 Schloss Morungen für 3587 Gulden an die Grafen von Mansfeld, erhielt 1402 von Friedrich von Braunschweig die Grafschaft Lauterberg, „der Ältere“ (1367), urkundlich 1353 bis 1406, († 1408); ⚭ (vor 5. Januar 1364) Agnes von Braunschweig-Wolfenbüttel (* (1343); † 1404), Tochter des Herzogs Magnus I. (Braunschweig-Wolfenbüttel) (1304–1369) und der Sophie von Brandenburg (–1356)
D1. Heinrich X., Graf von Honstein zu Klettenberg, Pfandherr zu Lauterberg (1417), urkundlich 1379 bis 1428, († vor 1430); ⚭ (vor 11. August 1371) Anna von Braunschweig-Osterode (* um 1343; † um 1408), Tochter von Ernst I. von Braunschweig-Salzderhelden (1297–1361) und der Adelheid von Everstein-Polle (vor 1325–nach 1373)
D2. Ernst I. (II.), Graf von Honstein zu Klettenberg, Lohra, Lauterberg und Scharzfeld, urkundlich 1387, (⚔ 16. Juni 1426 bei Aussig); ⚭ Anna (Sophie) zu Stolberg († 1436; ▭ in der Klosterkirche St. Trinitatis, Neuruppin), Tochter des Grafen Heinrich XVI. (VIII.) zu Stolberg (–1403) und der Elisabeth von Mansfeld (–1398); Nachkommen siehe hier
D3. Günther, Propst zum Heiligen Kreuz in Nordhausen (1404), urkundlich 1395 bis 1430
D4. Otto, Dom-Scholasticus (1391), Koadjutor von Merseburg (1394), Dom-Scholasticus zu Mainz (1398), Propst zum Heiligen Kreuz in Nordhausen und Bischof von Merseburg (1403–1406), urkundlich 1395, († 1406/1407)
D5. Elisabeth († nach 1412; ▭ St. Katharinen-Kirche, Eisleben); ⚭ (vor 12. März 1393) Günther I. (II.) von Mansfeld, urkundlich 1374, (* (1360); † 4. März 1412; ▭ St. Katharinen-Kirche, Eisleben), Sohn von Gebhard III. (IV.) von Mansfeld-Querfurt (–1382) und Mechtild (Matilde) von Schwarzburg-Blankenburg (–1373/1381)
D6. Bernhard, Domherr zu Halberstadt und Merseburg (1389), immatrikuliert in Erfurt (1392)
B3. Günther, Ritter des Deutschen Ordens (1349–1370), Komtur von Brandenburg (1373), urkundlich 1315 bis 1373, (* vor 1315; † nach 1373)
B4. Bernhard I., urkundlich 1315 bis 1351, († vor 7. Oktober 1354)
B5. Elisabeth († um 4. April 1380); ⚭ (vor 9. September 1331) Graf Günther XXI. (Schwarzburg-Blankenburg) (* 1304 in Blankenburg; † 14. Juni 1349 in Frankfurt am Main), Sohn des Grafen Heinrich VII. (VI.) von Schwarzburg-Blankenburg (1285–1324) und der Christine von Gleichen (–)
A2. Elger (IX.), Domherr zu Magdeburg (1291–1314), exkommuniziert (1317), Mönch im Kloster Lehnin (1335–1357), urkundlich 1291 bis 1357, (* um 1276; † nach 1357)
A3. Bernhard, Ritter des Deutschen Ordens, urkundlich 1292 bis 1349, (* um 1277; † nach 1349)
A4. Dietrich III. (V.), Graf von Honstein zu Klettenberg (1309), Senior des Hauses (1306), erbaute gemeinsam mit seinem Bruder Heinrich die Burg Heringen (1327), Stifter der Heldrungischen Linie (erloschen …), urkundlich 1286 bis 1330, (* um 1279; † zw. 29. September 1329 und 4. Mai 1330); ⚭ (zw. 1305 und 1310) Elisabeth von Waldeck († nach 24. Oktober 1371), Tochter des Grafen Otto I. von Waldeck (–1305) und der Sophie von Hessen (–1331)
B1. Dietrich V., Mitherr zu Honstein (1329), Herr zu Heringen und Tonna (1332), Graf in Heringen, Bockstedt und Honstein (1372), urkundlich 1315 bis 1372, (* um 1306; † 1379); ⚭ I: (1326, vor 22. Februar 1333) Adelheid von Holstein (* um 1299; † vor 2. Februar 1350), (⚭ I: (1313) Herzog Erich II. von Schleswig (* um 1288; † 12. März 1325), Sohn von Waldemar IV. von Schleswig (1265–1312) und Elisabeth von Sachsen-Lauenburg (–1306)), Tochter von Graf Heinrich I. (Holstein-Rendsburg) (1258–1304) und Heilwig von Bronckhorst (–1310); ⚭ II: (um 1360, vor 24. August 1366) Sophie von Braunschweig-Wolfenbüttel (* um 1340; † um 1394), Tochter des Herzogs Magnus I. (Braunschweig-Wolfenbüttel) (1304–1369) und der Sophie von Brandenburg (–1356)
C1. [I] Dietrich VI., Graf von Honstein zu Heringen (1378), urkundlich 1373, (* um 1327; † nach 26. März 1393); ⚭ (vor 4. Mai 1391) Lutrud von Mansfeld († 1394), Tochter des Grafen Albrecht I. von Mansfeld (–1362) und der Jutta von Schwarzburg-Blankenburg (–1358)
D1. Dietrich VIII. von Honstein-Heringen (1394), Leimbach, 1/2 Benneckenstein und 1/2 Hohenstein (–1417), urkundlich 1393, testiert 25. Mai 1417 in Göttingen, († vor 27. Januar 1418 im Gefängnis)
D2. Ulrich von Honstein, Domherr zu Halberstadt (1407–1422), (* 1384/1385; † nach 1422)
D3. Elisabeth von Honstein, in Heringen (1417–1439) (partim), urkundlich 1416 bis 1439, († zw. 16. April 1446 und 16. April 1447); ⚭ I: Burchard (Busso) VII. von Querfurt, urkundlich 1395 bis 1404, († 1406), Sohn von Gebhard XI. (IV.) von Querfurt (1320–1383) und Mechtild von Schwarzburg-Blankenburg (1350–1370); ⚭ II: (vor 4. Januar 1418) Gottschalk von Plesse, urkundlich 1393 bis 1435, († 1435/1437), Sohn von Johann von Plesse (1352–1360/1390) und Adelheid von Everstein (–1397)
D4. Lutrud von Honstein-Heringen (1417–1432) (partim), urkundlich 23. Oktober 1401 bis 24. April 1446, (* um 1372; † 24. April 1446); ⚭ (23. Oktober 1401 in Rom, Eltville 24. Januar 1402 Dispens affinitatis) Heinrich VII., Vogt und Herr von Gera, (* 3. Mai 1341; † zw. 26. Februar und 22. Juli 1420), (⚭ I: (um 4. Dezember 1367) Elisabeth (Else) von Schwarzburg-Blankenburg, urkundlich 4. Dezember 1367 bis 28. Mai 1399, (* um 1341; † nach 28. Mai 1399 vor 23. Oktober 1401), Tochter des Grafen Heinrich XII. von Schwarzburg-Blankenburg (1325–1373) und der Agnes von Honstein (–1382/1389)), Sohn von Heinrich V., Vogt und Herr von Gera, (1308–1377) und Mechtild von Käfernburg (1302–1375/1376)
C2. [I] Heinrich VIII., urkundlich 1380 bis 1392, (* um 1330; † vor 12. März 1399)
C3. [I] Irmgard (* um 1332; † 1366/1367); ⚭ Konrad von Tannrode, Herr zu Straußfurt, urkundlich 1356, (* um 1330; † zw. 17. Juli 1393 und 9. Januar 1394), Sohn von Konrad (d.Ä) von Tannrode (1297–1358) und Sophie von Gera (1298–1344)
C4. [I] Elisabeth, urkundlich 1393, (* um 1334; † nach 1393); ⚭ (vor 26. März 1393) Graf Bruno V. von Querfurt, Herr zu Vitzenburg (1372), Pfandherr zu Eckartsberga (1388), urkundlich 1353, (* um 1334; † zw. 25. November 1402 und 15. März 1403), Sohn des Grafen Gebhard XI. (IV.) von Querfurt (1320–1383) und der Elisabeth von Mansfeld (–1358)
C5. [II] Agnes, urkundlich 1377 bis 1394, (* um 1360; † 1. September 1404); ⚭ (1377) Graf Christian V. von Oldenburg-Welsburg (* um 1342; † nach 6. April 1399), Sohn des Grafen Konrad I. von Oldenburg (1300–1368) und der Ingeborg von Holstein-Plön (1316–1343)
B2. Heinrich, Domherr und Propst von Unser Lieben Frauen zu Halberstadt (1341–1358), Propst zum Heiligen Kreuz in Nordhausen (1349–1358), Dom-Thesaurarius zu Halberstadt (1354–1358), urkundlich 1315 bis 1358, (* um 1308; † zw. 26. Juli 1358 und 23. Juni 1360)
B3. Otto, urkundlich 1315, (* um 1310; † nach 1315)
B4. Elisabeth (* um 1312); ⚭ I: (um 1330) Graf Otto I. von Stolberg (* um 1310; † zw. 24. November 1337 und 10. Januar 1341), Sohn des Grafen Heinrich V. von Stolberg (–1329/1347) und der Jutta von Hadmersleben (–1347); ⚭ II: (nach 1337) Graf Konrad IV. von Wernigerode (* um 1310; † nach 24. Juni 1373), Sohn von Konrad III. von Wernigerode (1297–1339) und Helena von Braunschweig-Lüneburg (–)
B5. Bernhard, urkundlich 1315, (* um 1314; † nach 1315)
B6. Ludwig, Domherr zu Hildesheim (1360–vor 1377), Domherr zu Magdeburg (1360–1363), Propst zu Bibra (1360), Kanoniker (1360), Propst zum Heiligen Kreuz in Nordhausen, Archidiakon zu Magdeburg (1361–1367), Domsenior zu Halberstadt (1369), urkundlich 1360 bis 1378, (* um 1317; † um 1378)
B7. Ulrich (Ulman) (III.), Graf von Honstein, Graf in Kelbra (1372), Herr in Mohrungen und 1/2 Wippra (–1382), 1/2 Amt und Burg Honstein (–1412), Pfandherr zu Gelnhausen (1379), urkundlich 1339 bis 1412, (* um 1320; † nach 11. September 1414); ⚭ (vor 1362) Agnes von Braunschweig (* um 1342; † nach 5. November 1394), Tochter des Herzogs Ernst I. (Braunschweig-Grubenhagen) (1297–1361) und der Adelheid von Everstein (–1373)
C1. Dietrich VII., urkundlich 1385, († 12. März 1399); ⚭ (vor Pfingsten 1370) Richza von Schwarzburg († nach 1416), Tochter des Grafen Johann II. von Schwarzburg-Wachsenburg (1327–1407) und der Sophie von Schwarzburg-Blankenburg (–1392/1395)
D1. Helena, Nonne im Kloster Stadtilm
D2. Anna, Äbtissin im Kloster Frankenhausen
C2. Heinrich IX., Graf in Kelbra (1400), Graf in Heldrungen (1413), Herr zu Dahme, urkundlich 1398 bis 1434; ⚭ (vor 1413) Margarete von Weinsberg, urkundlich 1413 bis 1432, († nach 1432), Tochter von Engelhard VIII. von Weinsberg (1359–1417) und Anna von Leiningen (–1413)
D1. Ulrich II. (V.) von Hohnstein zu Heldrungen, urkundlich 1422 bis 1435
D2. Ernst III. von Hohnstein zu Heldrungen (1492)
D3. Johann I. (II.) von Hohnstein zu Heldrungen (1450–1498), Herr zu Dahme (1458), Burgherr zu Vierraden (1478) und (1481) Herr zu Schloss und Stadt Schwedt, (* um 1420; † 30. November 1498); ⚭ I: (1467) Anna (Agnes) von Anhalt-Zerbst (* um 1435; † 8. April 1492); (⚭ I: (zw. 8. November 1456 und 22. Juni 1461, Scheidung vor 1467) Heinrich II. von Plauen), Tochter des Fürsten Georg I. (Anhalt-Zerbst) (1390–1474) und der Euphemia von Oels (1390/1404–1442); ⚭ II: Freiin NN. von Plesse
E1. Walpurgis von Honstein-Vierraden (* um 1465) ⚭ (1480) Graf Ludwig II. von Eberstein-Naugard zu Hindenburg Plate und Massow, urkundlich 1447, († 1502), Sohn des Grafen Otto von Everstein (1445–1456) und der Agathe von der Marwitz (–)
E2. Bernhard II. von Honstein-Vierraden, urkundlich 1500, († nach 26. August 1503)
E3. Wolfgang von Honstein-Vierraden, Herr zu Vierraden und Schwedt (1499), († 1535) ⚭ Katharina von Honstein-Klettenberg, Tochter des Grafen Ernst IV. von Honstein zu Lohra und Klettenberg (1440–1508) und der Margarete von Gera (1445–1489/1497)
F1. Wilhelm (II.) von Honstein, Herr zu Vierraden und Schwedt, Landvogt der Uckermark (1561), Belehnung mit dem Sabinenkloster (einschließlich der Patronatsrechte) (1559) durch Kurfürst Joachim II. Hector, († 11. Februar 1570); ⚭ (21. September 1568) Margarete von Schönburg-Glauchau (* 1554 in Glauchau; † 29. Juni 1606 in Rheinfels; ▭ in Laubach), (⚭ II: (7. Dezember 1572 in Glauchau) Graf Johann Georg I. zu Solms-Laubach (* 26. (Januar/November) (1546/1547) in Södel; † 19. August 1600 in Laubach; ▭ in der Kirche ebenda), Sohn des Grafen Friedrich Magnus zu Solms-Laubach (1521–1561) und der Agnes zu Wied (1505–1588)), Tochter von Georg II. von Schönburg-Glauchau (1529–1585) und Dorothea Reuß von Plauen (1523–1572)
F2. Martin von Honstein-Vierraden, Herrenmeister des Johanniterordens (1569), kurfürstlich brandenburgischer geheimer Rat, letzter männlicher Vertreter des Geschlechts, (* 11. November 1524 in Vierraden; †† 5. Mai 1609 auf der Ordensburg in Sonnenburg; ▭ 10. Juni 1609 in der Kirche St. Katharinen); ⚭ (vor 1. August 1559) Maria von Regenstein und Blankenburg (* 1535; † 1618), Tochter des Grafen Ulrich X. (IX./XVI.) von Regenstein und Blankenburg (1499–1551) und der Magdalena zu Stolberg (1511–1546)
→ Stamm erloschen
F3. Barbara von Honstein-Vierraden († zw. 30. Januar 1600 und 25. April 1604); ⚭ (2. Mai 1563 in Blankenburg) Graf Ernst I. von Regenstein und Blankenburg (* 7. Dezember 1528; † 17. Februar 1581 in Quedlinburg; ▭ in Blankenburg), Sohn des Grafen Ulrich X. (IX./XVI.) von Regenstein und Blankenburg (1499–1551) und der Barbara von Mansfeld-Vorderort (1505/1506–1529)
F4. Anna Katharina von Honstein-Vierraden, urkundlich 1502, (* vor 1502 in Vierraden; † 1567 in Putbus); ⚭ (um 1548) Georg I., Herr von Putbus, Confessio Augustana, (* 1519 in Putbus; † 29. April 1563; ▭ in Vilmnitz), Sohn von Woldemar II., Herr zu Putbus, (1465–1521) und Agathe von Everstein (1474–1533)
F5. Margareta von Honstein-Vierraden
F6. Maria von Honstein-Vierraden
F7. Sibylla von Honstein-Vierraden
E4. Margareta von Honstein-Vierraden († 15. Oktober 1508) ⚭ I: Volrad II. (III.) von Mansfeld (* um 1443; † 27. November 1499 in Merseburg; ▭ im Kloster Helfta); ⚭ II: Graf Joachim I. von Lindow-Ruppin (* 1474; † 14. Januar 1507; ▭ in Neuruppin)
E5. Anna von Honstein-Vierraden († 1539; ▭in Blankenburg) ⚭ (1489) Graf Ulrich VIII. (XV./IX.) von Regenstein und Blankenburg, urkundlich 1460, (* vor 1460; † 6. Juli 1524; ▭ Blankenburg), Sohn des Grafen Bernhard V. (IV.) von Regenstein und Blankenburg (vor 1422–1458) und der Elisabeth von Mansfeld (–1474)
E6. Katharina von Honstein-Vierraden, Dechantin (1499), Gegen-Äbtissin von Gandersheim (1504–1536), Äbtissin von Wunstorf (1536), († 1536 in Wunstorf)
D4. Agnes von Hohnstein zu Heldrungen, urkundlich 1418 bis 1458; ⚭ I: (vor 30. Januar 1418) Graf Friedrich XV. (X.) von Beichlingen (* um 1395; ⚔ 12. Juni 1426 in der Schlacht bei Aussig); Sohn des Grafen Friedrich XIV. von Beichlingen-Wiehe (1350–1426) und der Helene von Meissen (1360–1393); ⚭ II: (1434) Graf Adolf I. von Gleichen-Tonna, Deutscher Orden-Söldnerhauptmann in Preußen (1454), urkundlich 1414 bis 1456, († 1./6. Oktober 1456), Sohn des Grafen Ernst VII. (VIII.) von Gleichen-Tonna (–1414) und der Elisabeth von Waldeck (–1423)
C3. Ernst (I.) von Hohnstein, Domherr von St. Bonifatii (1380), Propst von St. Bonifatii (1386), Bischof von Halberstadt (1390–1400), verpfändete die Oberburg zu Hettstädt für 4.400 Taler an die Grafen von Mansfeld, ließ den Propst zu Halberstadt in Gröningen enthaupten, woraufhin ihn der Papst bannte, († (5./6.) Dezember 1400; ▭ 1407 im Dom zu Halberstadt)
C4. Elisabeth von Hohnstein († nach 1426); ⚭ (vor 8. September 1396) Fürst Bernhard V. von Anhalt, Herr zu Bernburg, (* um 1360; † zw. 24. Juni 1410 und 25. September 1410; ▭ in Wiederstedt), Sohn des Fürsten Heinrich IV. von Anhalt, Herr zu Bernburg, (1330–1374/1375) und der Sophie (zu Stolberg?) (–)
C5. Adelheid von Hohnstein, urkundlich 1405; ⚭ I: Herzog Albrecht I. (II.) „der Grosse“ von Mecklenburg-Schwerin (* 1318 in Schwerin; † 18. Februar 1379 in Doberan; ▭ im Doberaner Münster), (⚭ I: (10. April 1336) Prinzessin Eufemia Eriksdotter von Schweden (* 1315; † 27. Oktober 1363), Tochter von Erik Magnusson, Herzog von Södermanland, (1282–1318) und Ingeborg Håkonsdotter von Norwegen (1301–1361)), Sohn des Fürsten Heinrich II. von Mecklenburg (1266–1329) und der Anna von Sachsen-Wittenberg (1290–1327); ⚭ II: Graf Friedrich VIII. von Beichlingen-Sachsenburg († 1389/1390), Sohn des Grafen Hermann III. von Beichlingen-Sachsenburg (–1377/1378) und der Agnes von Schlüsselberg (1312–1348)
A5. Siegfried, Ritter des Deutschen Ordens (1308), urkundlich 1305 bis 1329, (* um 1281; † nach 1329)
A6. Ulrich (I.), Propst von Unser Lieben Frauen zu Halberstadt (1307–1309), urkundlich 1305 bis 1309, (* um 1283; † nach 1309)
A7. Johann, Dominikaner Mönch (1293), urkundlich 1293 bis 1305, (* um 1285; † nach 1305)
A8. Lutradis, urkundlich 1305, (* um 1287; † nach 1305)
A9. Sophie, urkundlich 1305, (* um 1290; † nach 1349; † nach 1305)
A10. Johann, urkundlich 1305, (* um 1292; † nach 1305)
A11. Albert, Ritter des Templerorden, urkundlich 1305 bis 1321, (* um 1294; † nach 1321)
A12. Mechthild, urkundlich 1305, (* um 1296; † nach 1305)
A13. Otto (V.), urkundlich 1305, (* um 1298; † nach 1305)
A14. (Ulrich II.), urkundlich 1305, (* um 1299; † 1345)
A15. Sophie, urkundlich 1305 bis 1343, (* um 1301; † nach 22. April 1343); ⚭ (vor 17. Juni 1337) Graf Hermann III. (IV.) von Gleichen (* um 1290; † 18. Mai 1345; ▭ im Kloster St. Peter und Paul, Erfurt), Sohn des Grafen Heinrich III. (IV./V.) von Gleichen (–nach 1317) und der Lucia Svantepolksdotter (1262–vor 1314)
A16. Ludwig, Domherr (1319), Dom-Thesaurarius zu Halberstadt (1320–1372), Kantor zu Jechaburg (1348), Vitztum zu Halberstadt, Propst von Unser Lieben Frauen und Archidiakon zu Halberstadt (1364), urkundlich 1305 bis 1372, (* um 1303; † zw. 1. Juni 1372 und 14. Januar 1374)

## Die Grafen von Hohnstein III.
Ernst I. (II.), Graf von Honstein zu Klettenberg, Lohra, Lauterberg und Scharzfeld, urkundlich 1387, (⚔ 16. Juni 1426 bei Aussig); ⚭ Anna (Sophie) zu Stolberg († 1436; ▭ in der Klosterkirche St. Trinitatis, Neuruppin), Tochter von Graf Heinrich XVI. (VIII.) zu Stolberg (–1403) und Elisabeth von Mansfeld (–1398);. Sie hatten folgende Nachkommen:
A1. Heinrich XI., „der Kühne“, Graf von Honstein zu Klettenberg, Lohra, Lauterberg und Scharzfeld, urkundlich 1431, (* 1402; † 1454); ⚭ I: (vor 7. September 1424) Margareta von Waldeck (* 1405; † vor 25. April 1464), Tochter des Grafen Heinrich VII. von Waldeck ((1370)–nach 1442) und der Margarethe von Nassau-Wiesbaden-Idstein ((1380)–1432); ⚭ II: (nach 16. August 1450) Margaretha von Schlesien-Priebus (* (1415/1422); † nach 9. Mai 1491 in Salzderhelden, (⚭ I: (um 1435) Volrad I. (II.) von Mansfeld (* (1380); † zw. 16. August 1450 und 14. Dezember 1450), Sohn von Gebhard IV. (III.) von Mansfeld (–1382) und Elisabeth von Käfernburg (–1382); ⚭ III: (vor 27. Juni 1457) Herzog Heinrich III. von Braunschweig-Grubenhagen (* um 1416; † zw. 27. Mai 1464 und 20. Dezember 1464 in Grubenhagen), Sohn des Herzogs Erich I. von Braunschweig-Grubenhagen (1382–1427) und der Elisabeth von Braunschweig-Göttingen (1379–1444)), Tochter des Herzogs Johann I. von Schlesien-Glogau-Sagan (1385–1439) und der Scholastika von Sachsen-Wittenberg (1394–1463)
B1. [I] Ernst IV. von Hohnstein, minderjährig bis 1460 (vormundschaftliche Regierung durch Otto von Wernrode, Apel von Wechsungen und Kurt von Brück), Herr in Klettenberg (1454), Herr in Lohra (1492), (* 1440; † 1508); ⚭ I: (1462) Margarete von Gera, urkundlich 14. Februar 1452, (* um 1445; † nach 21. Dezember 1489 vor 1497), Tochter von Heinrich X. „dem Jüngeren“ von Gera und Schleiz (1415–1451/1452) und der Anna von Henneberg-Römhild (1424–1467); ⚭ II: (1498) Felicitas von Beichlingen (* um 1468; † nach 1498), (⚭ I: Graf Karl I. von Gleichen-Blankenhain (* um 1460; † 17. Mai 1495; ▭ St. Peter und Paul, Erfurt), Sohn von Ludwig I. von Gleichen-Blankenhain (1410–1467) und Katharina von Waldenburg (1430–1494)), Tochter des Grafen Johann II. von Beichlingen (1425–1485) und der Margarethe von Mansfeld (1438–1468)
C1. [I] Heinrich (XII.) von Hohnstein
C2. [I] Elger (XII.) von Hohnstein
C3. [I] Wilhelm I. (III.) von Hohnstein, Domherr zu Köln und Mainz (1482), Domherr zu Straßburg (1488), Domcustos (1499–vor 1507), Propst von St. Johannis Baptista zu Mainz (1499–1507), Propst zu Jechaburg (1505), Bischof von Straßburg (1506–1541), verzichtete 1531 darauf, Coadjutor von Mainz zu werden, (* 1466; † 29. Juni 1541 in Zabern; ▭ ebenda)
C4. [I] Magdalena von Hohnstein (* (1480); † 26. Juni 1504 in Sondershausen; ▭ ebenda); ⚭ (1499 in Lohra; Dispens 12. Januar 1499, Erfurt) Graf Heinrich XXII. (XXXI.) von Schwarzburg-Blankenburg (1503–1526), (* November 1473; † 4. August 1526 in Nordhausen), (⚭ II: (19. August 1506) Anna von Nassau-Wiesbaden-Idstein (* 19. Juli 1490 in Leiden; † 10. November 1550), Tochter des Grafen Adolf III. von Nassau-Wiesbaden-Idstein (1443–1511) und der Margareta von Hanau-Lichtenberg (1463–1504)), Sohn von Günther XXI. (XXXVIII.) von Schwarzburg (1450–1484) und Katharina von Querfurt (1450–1521)
C5. [I] Anna von Hohnstein; ⚭ (vor 1493) Graf Georg von Wunstorf in Schladen und Heimburg (* vor 1466; † 1533 in Warberg; ▭ in Königslutter), Sohn von Heinrich II. von Wunstorf, Graf von Schladen und Heimburg, (–1504) und Margarete? von Kirchberg (–)
C6. [I] Katharina von Hohnstein, Dekanin zu Gandersheim, († 1536)
C7. [I] Heinrich XII. (XIII.) von Hohnstein, Herr in Klettenberg (1508), Verweser des Eichsfeldes (1492), (* um 1464; † 4. Juli 1529 in Ellrich; ▭ in Walkenried); ⚭ (um 1485) Susanna von Bickenbach, urkundlich 1469, (1469 Vertrag über ihre Mitgift von 5.000 Gulden zahlbar vom Fürstbischof von Würzburg für die Überlassung von Homburg), (* vor 1469; †† 20. April 1530; ▭ in Walkenried), (⚭ I: (1473) Albrecht III. (V.), Graf (1477) und Herr zu Mansfeld, Herr zu Heldrungen, (* um 1450; † 3. Dezember 1484 in Leipzig), Sohn von Günther II. (III.) von Mansfeld (–1475) und Anna von Honstein (1415–1450)), Tochter von Konrad VII. von Bickenbach (1429–1483) und Agnes von Nassau-Wiesbaden (1423–1485)
D1. Franz von Hohnstein († jung, Sturz vom Pferd)
C8. [I] Ernst V. von Hohnstein, Herr in Klettenberg und Lohra (1518), († 25. Juni 1552 auf Burg Scharzfels; ▭ in Walkenried); ⚭ (vor 29. Januar 1517) Anna von Bentheim († 21. März 1559 in (Götterswick)), Tochter des Grafen Everwin II. „der Weise und Reiche“ von Bentheim (1461–1530) und der Ingeborg von Mecklenburg-Stargard (–1509)
D1. Ernst VI. von Hohnstein, Herr in Klettenberg (1552), († 25. Juni 1562; ▭ in Walkenried); ⚭ (1556) Katharina von Schwarzburg († 5. April 1568 in München-Lohra; ▭ in Blankenburg), (⚭ II: (7. März 1568 in Ellrich) Graf Botho II. von Regenstein (* 7. Januar 1531; † 4. Oktober 1594 in Stiege; ▭ in Blankenburg), Sohn des Grafen Ulrich X. (IX./XVI.) von Regenstein und Blankenburg (1499–1551) und der Magdalena zu Stolberg (1511–1546)), Tochter des Grafen Johann Heinrich von Schwarzburg-Leutenberg (1496–1555) und der Margarethe von Weida (1500–1569)
E1. Anna Maria von Hohnstein (* 1558; † 21. Januar 1595); ⚭ (1574) Ludwig, Herr von Putbus, († 10. August 1594), Sohn von Georg I., Herr von Putbus, (1519–1563) und Anna Katharina von Honstein-Vierraden (1502–1567)
D2. Volkmar Wolfgang von Hohnstein, Herr in Klettenberg (1562), (* 1512; † 5. Februar 1580; ▭ in Walkenried); ⚭ I: (20. Februar 1555 in Weißenfels) Margarethe von Barby (* 1528; † 10. März 1567 in Lohra; ▭ in Bleicherode), Tochter des Grafen Wolfgang I. von Barby (1494/1502–1564/1565) und der Agnes von Mansfeld-Mittelort (1511–1558); ⚭ II: (29. Februar 1568) Magdalena von Regenstein und Blankenburg (* 1538; † 2. Juli 1607 in Klettenberg; ▭ in Walkenried), Tochter des Grafen Ulrich X. (IX./XVI.) von Regenstein und Blankenburg (1499–1551) und der Magdalena zu Stolberg (1511–1546)
E1. [I] Anna von Hohnstein († nach 13. Oktober 1620); ⚭ (6. Juli 1578 in Lohra) Joachim von Zollern, Graf von Zollern, (* 21. Juni 1554 in Sigmaringen; † 7. Juli 1587 in Cölln an der Spree; ▭ im Berliner Dom), Sohn des Grafen Karl I. von Hohenzollern (1516–1576) und der Anna von Baden-Durlach (1512–1579)
E2. [I] Ernst VII. von Hohnstein, (minderjährig bis …, Vormundschaft durch die Grafen Wilhelm I. von Schwarzburg-Blankenburg (1534–1597) und Albrecht X. von Barby-Mühlingen (1534–1588)), Herr in Klettenberg, Lohra, Lauterberg und Scharzfeld (1580), Coadjutor (1564), Administrator von Kloster Walkenried (1578), letzter Regent der Grafschaft Hohnstein, (* 24. März 1562 in Klettenberg; †† 8. Juli 1593 im Kloster Walkenried; ▭ ebenda); ⚭ I: (10. September 1582) Juliane von Barby (* 1562; † 8. November 1590 in Lohra; ▭ in Walkenried), Tochter des Grafen Albrecht X. von Barby und Mühlingen (1534–1588) und der Maria von Anhalt (1538–1563); ⚭ II: (18. Juni 1592 in Stettin) Agnes von Everstein (* 1576; † 27. November 1636), (⚭ II: (21. Oktober 1598) Burchard Schenk von Tautenburg († 2. September 1605), Sohn von Georg Schenk von Tautenburg (1537–1579) und Magdalena von Gleichen (–1571)), Tochter des Grafen Ludwig von Eberstein-Naugard (1527–1590) und der Anna von Mansfeld-Hinterort (–1583)
→ Familie im männlichen Stamm erloschen
F1. [I] Volkmar Wolfgang von Hohnstein (* 25. September 1583; † 16. Dezember 1586; ▭ in Walkenried)
F2. [I] Maria Magdalena von Hohnstein (* 14. Oktober 1584; † 5. Januar 1590)
F3. [I] Erdmuthe Juliane von Hohnstein (* 11. Mai 1587; †† 28. Juli 1633 in Ohrdruf); ⚭ (10. März 1606) Graf Johann Ludwig von Gleichen-Tonna (* 1565; †† 15. Januar 1631 in Ohrdruf; ▭ in Gräfentonna), Sohn des Grafen Georg II. von Gleichen-Tonna (1509–1570) und der Walburg von Pyrmont und Spiegelberg (1521–1599)
→ Familie erloschen
F4. [I] Elisabeth von Hohnstein (* 8. Juni 1588; † 29. September 1588; ▭ in Walkenried)
F5. [I] Dorothea Elisabeth von Hohnstein (* 25. Mai 1589; † 8. Mai 1595; ▭ in Walkenried)
E3. [I] Maria von Hohnstein († 2. Februar 1586 in Offenbach); ⚭ (13. August 1581 in Offenbach) Graf Ludwig III. von Isenburg-Büdingen (* 30. Mai 1529; † 7. Februar 1588 in Offenbach), (⚭ I: (24. Juni 1571 in Arnstadt) Anna Sibylla von Schwarzburg (* 25. Oktober 1540 in Arnstadt; † 3. August 1578 in Offenbach; ▭ ebenda), Tochter des Grafen Günther XXIII. von Schwarzburg (1499–1552) und der Elisabeth von Isenburg-Büdingen zu Ronneburg (um 1500–1572)), Sohn des Grafen Johann V. zu Isenburg-Birstein (1476–1533) und der Anna von Schwarzburg-Blankenburg (1497–1546)
E4. [I] Magdalene von Hohnstein (* 6. Dezember 1563; † 8. August 1601 in Remlingen); ⚭ (2. Juni 1581 in Lohra) Graf Wolfgang II. von Castell-Remlingen (* 20. Juli 1558 in Rüdenhausen; † 30. April 1631 in Remlingen; ▭ in Castell), (⚭ II: (1. Dezember 1605 in Weikersheim) Juliana von Hohenlohe-Weikersheim (* 23. Juli 1571 in Neuenstein; † 8. März 1634 in Remlingen), Tochter des Grafen Wolfgang von Hohenlohe-Neuenstein-Weikersheim (1546–1610) und der Magdalene von Nassau-Dillenburg (1547–1633)), Sohn des Grafen Georg III. (II.) von Castell (1527–1597) und der Sophie Schenkin von Limpurg-Speckfeld (1535–1588)
E5. [II] Elger von Hohnstein (* 7. Mai 1570; † 29. September 1570; ▭ in Walkenried)
E6. [II] Volkmar Wolfgang von Hohnstein (* 1. Februar 1573; † 18. März 1576; ▭ in Bleicherode)
E7. [II] Georg von Hohnstein († 23. Juli 1577; ▭ in Blankenburg)
E8. [II] Agnes von Hohnstein
E9. [II] Ulrich von Hohnstein
D3. Wilhelm von Hohnstein († 1554)
D4. Everwin von Hohnstein, urkundlich 1559, († 1560)
D5. Katharina von Hohnstein († 11. November 1570 in Weissenburg; ▭ in Stürzelbronn); ⚭ (13. April 1536) Graf Jacob von Zweibrücken, Herr zu Bitsch, Lichtenberg und Ochsenstein, (* 19. Juli 1510; † 24. März 1570 in Stürtzelbronn; ▭ ebenda), Sohn von Reinhard von Zweibrücken, Herr zu Bitsch, Lichtenberg und Ochsenstein, (1497–1531/1532) und Anna von Dhaun (–1541)
D6. Maria von Hohnstein († 24. August 1565); ⚭ I: (9. Februar 1550 in Ingweiler) Graf Rudolf von Sulz, Baron Rico Hombre, (* 1525/1526; † 1552 in Ingweiler), Sohn des Grafen Johann Ludwig I. von Sulz, Landgraf im Klettgau (1535–1566), (1500–1566) und der Elisabeth von Zweibrücken-Lichtenberg (1502/1504–1575); ⚭ II: (10. Juli 1508 in Engen) Quirin Gangolf von Geroldseck, Herr von Hohengeroldseck und Sulz (1548–1569), (* 1527; ⚔ 15. Juli 1569 in der Schlacht nahe Montauban), Sohn von Gangolf II. von Geroldseck, Herr von Hohengeroldseck und Sulz (–1548), (1503–1549) und Anna von Lindow-Ruppin (–1528)
D7. Anna von Hohnstein, Kanonissin zu Thorn, urkundlich 1544 bis 1563
D8. Martha von Hohnstein, Kanonissin zu Essen
C9. [I] Katharina von Hohnstein; ⚭ Graf Wolfgang von Honstein, Herr zu Vierraden und Schwedt (1499), († 1535), Sohn des Grafen Johann I. (II.) von Hohnstein zu Heldrungen (1420–1498) und der Anna (Agnes) von Anhalt-Zerbst (1435–1492)
C10. [I] Johann III. (IV.) von Hohnstein, diente im Heer von Georg von Sachsen während der Sächsischen Fehde in Friesland und wurde durch einen vergifteten Pfeil getroffen, urkundlich 1508, (†⚔ 1514 in Lohra)
C11. [II] Anna von Hohnstein (* 1490; † 6. Februar 1559 in Leutenberg; ▭ in der Stadtkirche Mansfeld im Thal); ⚭ Graf Albrecht IV. (VII.) von Mansfeld-Hinterort, Herr zu Schloss Mansfeld (1501)– Hinterort (seit 1511); erhielt bei der Erbteilung 1501 Oberamt Eisleben, Unteramt Schraplau, Unteramt Mansfeld und Rammelburg, Herr zu Allstedt (1525), Herr zu Rothenburg (1527), Herr zu Amt Sittichenbach (1537), unterzeichnete 1530 die Confessio Augustana, 6. Mai 1547 verhängte Kaiser Karl V. über ihn die Reichsacht, (* 1485 in Leipzig; † 4./5. März 1560 in Neue Hütte in Leutenberg; ▭ 16. März 1560 in der Stadtkirche Mansfeld im Thal), Sohn des Grafen Ernst I. von Mansfeld (–1485/1486) und der Margareta von Mansfeld (1458–1531)
C12. [II] Franz von Hohnstein, Domherr zu Straßburg, Propst zu Zabern (1512), († 5. September 1515 in Zabern; ▭ in der Stiftskirche ebenda)
C13. [II] Kunigunde von Hohnstein, Äbtissin im Stift Metelen (1509)
B2. [I] Margarete von Hohnstein, Küsterin im Damenstift Kaufungen, urkundlich 1485 bis 1495
A2. Hermann von Hohnstein († 1428)
A3. Otto von Hohnstein († 1428)
A4. Elger (X.) von Hohnstein, urkundlich 1431, († 1443)
A5. Anna von Hohnstein (* um 1415; † nach 1450); ⚭ (um 1435) Günther II. (III.) von Mansfeld, Herr zu Schraplau (1430), Herr zu 1/2 Wippra (1440), Herr zu Friedeburg (1442), Herr zu Artern (1449/1452), Magdeburger Rat (1451), minderjährig 1420, († 10. März 1475), Sohn von Albrecht II. (IV.) von Mansfeld (1376–1416) und Elisabeth von Anhalt-Zerbst (1385–1413)
A6. Elisabeth von Hohnstein († nach 20. Januar 1471); ⚭ (1418) Graf Otto II. von Holstein-Schauenburg in Schaumburg und Pinneberg (* 1400; † 2. Juni 1464), Sohn des Grafen Adolf IX. (X.) von Holstein-Schauenburg (1391–1425/1426) und der Helene von Hoya (–1414)
A7. Margarete von Hohnstein
A8. Agnes von Hohnstein
A9. Mechthild von Hohnstein; ⚭ (vor 10. April 1436) Gebhard XIV. von Querfurt, urkundlich 1417 bis 1438, († vor 12. Februar 1440), Sohn von Protze III. von Querfurt (1370–1426) und Agnes von Gleichen (–)
A10. Ernst II. (III.) von Honstein zu Klettenberg, urkundlich 1431, kaufte 1449 von Bruno zu Querfurt das Schloss Artern, Bockstadt, Gehoven, Katernfiet und Kornstedt für 12.000 Rheinische Gulden, trat es kurz danach an Günther II. (III.) von Mansfeld ab, „der Ältere“ (1452), († 1454 auf einem Turnier); ⚭ (vor 15. November 1439) Adelheid von Oldenburg (Schwester des Königs Christian I. von Dänemark) (* (1425); † nach 21. Dezember 1492), (⚭ II: (vor 7. Mai 1457) Gebhard VI. von Mansfeld (* um 1429; † 14. September 1492), Sohn von Gebhard V. von Mansfeld (1391–1438) und Ursula von Schwarzburg-Wachsenburg (1410–1461), Tochter des Grafen Dietrich von Oldenburg (1390–1440) und der Heilwig von Holstein (1398–um 1436)
B1. Johann (III.) von Hohnstein, minderjährig bis 1460 (vormundschaftliche Regierung durch Otto von Wernrode, Apel von Wechsungen und Kurt von Brück), Herr in Lohra (1454), Herr zu Klettenberg (1482), Herr in Heldrungen (1483), Provisor des Eichsfeldes, (* um 1445; † vor 14. Juni 1492); ⚭ I: (nach 1450) Anna von Querfurt, Tochter von Protze III. von Querfurt (1370–1426) und Agnes von Beichlingen (–1441); ⚭ II: (1480) Margarethe von Gleichen-Tonna († 24. Oktober 1518 in Coppenbrügge, verunglückt), Tochter des Grafen Siegmund I. von Gleichen-Tonna (1421–1494) und der Agnes von Querfurt (–1461)
C1. [II] Margarete von Honstein zu Klettenberg, urkundlich 1518
C2. [II] Anna von Honstein zu Klettenberg († 5. November 1537 in Pyrmont; ▭ in Marienau); ⚭ (26. August 1518) Graf Friedrich VI. von Spiegelberg, Herr der Grafschaft Pyrmont (1525), († 5. März 1537 in Pyrmont; ▭ in Marienau), (⚭ I: (um 1503) Anna von Sachsen-Lauenburg-Ratzeburg († 9. August 1504 auf Burg Ohsen), Tochter des Herzogs Johann IV. von Sachsen-Lauenburg-Ratzeburg (1439–1507) und der Markgräfin Dorothea von Brandenburg (1446–1519)), Sohn des Grafen Johann II. von Spiegelberg (–1480) und Ursula von Pyrmont (–1459)